# Eric Frenzel
Eric Frenzel (Annaberg-Buchholz, 21 novembre 1988) è un ex combinatista nordico tedesco.

## Biografia

### Stagioni 2003-2009
Eric Frenzel ha esordito nel Circo bianco il 1º marzo 2003 a Le Brassus, in Svizzera, giungendo sesto in una Gundersen dedicata agli juniores. Ha ottenuto il suo primo risultato di rilievo in Coppa del Mondo il 13 gennaio 2007 al Lago di Tesero, in Italia, piazzandosi 44º in una partenza in linea.
Lo stesso anno si è aggiudicato due medaglie, l'oro nella sprint e l'argento nella gara a squadre dal trampolino normale, ai Mondiali juniores di Tarvisio, in Italia. Nella stagione seguente ha colto la prima vittoria individuale in Coppa del Mondo, una partenza in linea, sulle nevi di casa di Klingenthal. Nel 2009 è stato presente ai Mondiali di Liberec, in Repubblica Ceca, dove ha ottenuto l'argento nella gara a squadre dal trampolino lungo.

### Stagioni 2010-2013
Ai XXI Giochi olimpici invernali di Vancouver 2010 ha vinto la medaglia di bronzo nella gara a squadre. Ai Mondiali di Oslo 2011 ha vinto la medaglia d'oro nel trampolino normale, quella d'argento in entrambe le gare a squadre (dal trampolino normale e dal trampolino lungo) e quella di bronzo nel trampolino lungo.
Ai successivi Mondiali della Val di Fiemme 2013 ha vinto la medaglia d'oro nel trampolino lungo e quella di bronzo nella sprint a squadre dal trampolino lungo; al termine della stagione di Coppa del Mondo si è aggiudicato la coppa di cristallo.

### Stagioni 2014-2015
Ai XXII Giochi olimpici invernali di Soči 2014 si è classificato 1º nel trampolino normale, 10º nel trampolino lungo e 2º nella gara a squadre; al termine della stagione di Coppa del Mondo si è aggiudicatp nuovamente la coppa di cristallo.
Ai Mondiali di Falun 2015 ha vinto la medaglia d'oro nella gara a squadre dal trampolino normale, la medaglia d'argento nella sprint a squadre dal trampolino lungo e si è classificato 4º nel trampolino normale e 10º nel trampolino lungo; al termine della stagione di Coppa del Mondo ha vinto la terza sfera di cristallo consecutiva.

### Stagioni 2016-2023
Nella stagione 2015-2016 si è aggiudicato la sfera di cristallo per la quarta volta consecutiva; l'anno dopo, ai Mondiali di Lahti 2017, ha vinto la medaglia d'oro nella gara a squadre dal trampolino normale e nella sprint a squadre dal trampolino lungo, quella d'argento nel trampolino normale ed è stato 7º nel trampolino lungo. Anche in quella stagione 2016-2017 ha vinto la Coppa del Mondo, per la quinta volta, stabilendo così un nuovo primato.
Ai XXIII Giochi olimpici invernali di Pyeongchang 2018 ha vinto la medaglia d'oro nel trampolino normale e nella gara a squadre e la medaglia di bronzo nel trampolino lungo; nella stagione successiva ai Mondiali di Seefeld in Tirol ha vinto la medaglia d'oro nel trampolino lungo e nella sprint a squadre dal trampolino lungo, quella d'argento nella gara a squadre dal trampolino normale ed è stato 16º nel trampolino normale, mentre a quelli di Oberstdorf 2021 ha vinto la medaglia d'argento nella gara a squadre dal trampolino normale, quella di bronzo nella sprint a squadre dal trampolino lungo e si è classificato 4º sia nel trampolino normale, sia nel trampolino lungo. L'anno dopo ai XXIV Giochi olimpici invernali di Pechino 2022 ha vinto la medaglia d'argento nella gara a squadre, l'unica gara che ha disputato a causa del precedente isolamento dovuto all'infezione di COVID-19; ai Mondiali di Planica 2023 ha vinto la medaglia d'argento nella gara a squadre ed è stato 10º nel trampolino normale.
Ha annunciato il ritiro dalle competizioni al termine della stagione 2022-2023.

## Palmarès

### Olimpiadi
- 7 medaglie:
  - 3 ori (trampolino normale a Soči 2014, trampolino normale, gara a squadre a Pyeongchang 2018)
  - 2 argenti (gara a squadre a Soči 2014; gara a squadre a Pechino 2022)
  - 2 bronzi (gara a squadre a Vancouver 2010; trampolino lungo a Pyeongchang 2018)

### Mondiali
- 18 medaglie:
  - 7 ori (trampolino normale a Oslo 2011; trampolino lungo a Val di Fiemme 2013; gara a squadre dal trampolino normale a Falun 2015; gara a squadre dal trampolino normale, sprint a squadre dal trampolino lungo a Lahti 2017; trampolino lungo, sprint a squadre dal trampolino lungo a Seefeld in Tirol 2019)
  - 8 argenti (gara a squadre a Liberec 2009; gara a squadre dal trampolino normale, gara a squadre dal trampolino lungo a Oslo 2011; sprint a squadre dal trampolino lungo a Falun 2015; trampolino normale a Lahti 2017; gara a squadre dal trampolino normale a Seefeld in Tirol 2019; gara a squadre dal trampolino normale a Oberstdorf 2021; gara a squadre a Planica 2023)
  - 3 bronzi (trampolino lungo a Oslo 2011; sprint a squadre dal trampolino lungo a Val di Fiemme 2013; sprint a squadre dal trampolino lungo a Oberstdorf 2021)

### Mondiali juniores
- 2 medaglie:
  - 1 oro (sprint a Tarvisio 2007)
  - 1 argento (gara a squadre a Tarvisio 2007)

### Coppa del Mondo
- Vincitore della Coppa del Mondo nel 2013, nel 2014, nel 2015, nel 2016 e nel 2017
- 107 podi (83 individuali, 24 a squadre):
  - 54 vittorie (43 individuali, 11 a squadre)
  - 35 secondi posti (25 individuali, 10 a squadre)
  - 18 terzi posti (15 individuali, 3 a squadre)

#### Coppa del Mondo - vittorie
| Data             | Località                | Nazione   | Trampolino                  | Spec.                                                                |
| ---------------- | ----------------------- | --------- | --------------------------- | -------------------------------------------------------------------- |
| 20 gennaio 2008  | Klingenthal             | Germania  | Vogtland Arena HS140        | MS LH/10 km                                                          |
| 3 gennaio 2009   | Schonach im Schwarzwald | Germania  | Langenwaldschanze HS96      | T NH/4x5 km (con Georg Hettich, Björn Kircheisen e Tino Edelmann)    |
| 24 gennaio 2010  | Schonach im Schwarzwald | Germania  | Langenwaldschanze HS96      | T NH/4x5 km (con Georg Hettich, Björn Kircheisen e Tino Edelmann)    |
| 30 gennaio 2010  | Seefeld in Tirol        | Austria   | Toni Seelos HS100           | IN NH/10 km                                                          |
| 4 dicembre 2011  | Lillehammer             | Norvegia  | Lysgårdsbakken HS138        | PR LH/10 km                                                          |
| 13 gennaio 2013  | Chaux-Neuve             | Francia   | La Côté Feuillée HS118      | T SP LH/2x7,5 km (con Tino Edelmann)                                 |
| 19 gennaio 2013  | Seefeld in Tirol        | Austria   | Toni Seelos HS109           | IN NH/10 km                                                          |
| 20 gennaio 2013  | Seefeld in Tirol        | Austria   | Toni Seelos HS109           | IN NH/10 km                                                          |
| 26 gennaio 2013  | Klingenthal             | Germania  | Vogtland Arena HS140        | IN LH/10 km                                                          |
| 27 gennaio 2013  | Klingenthal             | Germania  | Vogtland Arena HS140        | PR LH/10 km                                                          |
| 3 febbraio 2013  | Soči                    | Russia    | RusSki Gorki HS140          | T LH/4x5 km (con Manuel Faißt, Johannes Rydzek e Björn Kircheisen)   |
| 8 marzo 2013     | Lahti                   | Finlandia | Salpausselkä HS130          | IN LH/10 km                                                          |
| 9 marzo 2013     | Lahti                   | Finlandia | Salpausselkä HS130          | T SP LH/2x7,5 km (con Johannes Rydzek)                               |
| 15 marzo 2013    | Oslo                    | Norvegia  | Holmenkollen HS134          | IN LH/10 km                                                          |
| 30 novembre 2013 | Kuusamo                 | Finlandia | Rukatunturi HS142           | IN LH/10 km                                                          |
| 8 dicembre 2013  | Lillehammer             | Norvegia  | Lysgårdsbakken HS138        | IN LH/10 km                                                          |
| 15 dicembre 2013 | Ramsau am Dachstein     | Austria   | W90-Mattensprunganlage HS98 | IN NH/10 km                                                          |
| 17 gennaio 2014  | Seefeld in Tirol        | Austria   | Toni Seelos HS109           | IN NH/5 km                                                           |
| 18 gennaio 2014  | Seefeld in Tirol        | Austria   | Toni Seelos HS109           | IN NH/10 km                                                          |
| 19 gennaio 2014  | Seefeld in Tirol        | Austria   | Toni Seelos HS109           | IN NH/15 km                                                          |
| 25 gennaio 2014  | Oberstdorf              | Germania  | Schattenberg HS137          | T LH/4x5 km (con Tino Edelmann, Johannes Rydzek e Fabian Rießle)     |
| 26 gennaio 2014  | Oberstdorf              | Germania  | Schattenberg HS137          | IN LH/10 km                                                          |
| 6 dicembre 2014  | Lillehammer             | Norvegia  | Lysgårdsbakken HS138        | IN LH/10 km                                                          |
| 3 gennaio 2015   | Schonach im Schwarzwald | Germania  | Langenwaldschanze HS106     | T NH/4x5 km (con Tino Edelmann, Björn Kircheisen ed Johannes Rydzek) |
| 10 gennaio 2015  | Chaux-Neuve             | Francia   | La Côté Feuillée HS118      | IN LH/10 km                                                          |
| 16 gennaio 2015  | Seefeld in Tirol        | Austria   | Toni Seelos HS109           | IN NH/5 km                                                           |
| 17 gennaio 2015  | Seefeld in Tirol        | Austria   | Toni Seelos HS109           | IN NH/10 km                                                          |
| 18 gennaio 2015  | Seefeld in Tirol        | Austria   | Toni Seelos HS109           | IN NH/15 km                                                          |
| 23 gennaio 2015  | Sapporo                 | Giappone  | Ōkurayama HS134             | IN LH/10 km                                                          |
| 24 gennaio 2015  | Sapporo                 | Giappone  | Ōkurayama HS134             | IN LH/10 km                                                          |
| 20 dicembre 2015 | Ramsau am Dachstein     | Austria   | W90-Mattensprunganlage HS98 | IN NH/10 km                                                          |
| 23 gennaio 2016  | Chaux-Neuve             | Francia   | La Côté Feuillée HS118      | IN LH/10 km                                                          |
| 29 gennaio 2016  | Seefeld in Tirol        | Austria   | Toni Seelos HS109           | IN NH/5 km                                                           |
| 30 gennaio 2016  | Seefeld in Tirol        | Austria   | Toni Seelos HS109           | IN NH/10 km                                                          |
| 31 gennaio 2016  | Seefeld in Tirol        | Austria   | Toni Seelos HS109           | IN NH/15 km                                                          |
| 10 febbraio 2016 | Trondheim               | Norvegia  | Granåsen HS140              | IN LH/10 km                                                          |
| 19 febbraio 2016 | Lahti                   | Finlandia | Salpausselkä HS130          | IN LH/10 km                                                          |
| 5 marzo 2016     | Schonach im Schwarzwald | Germania  | Langenwaldschanze HS106     | IN NH/10 km                                                          |
| 2 dicembre 2016  | Lillehammer             | Norvegia  | Lysgårdsbakken HS100        | T NH/4x5 km (con Björn Kircheisen, Fabian Rießle e Johannes Rydzek)  |
| 3 dicembre 2016  | Lillehammer             | Norvegia  | Lysgårdsbakken HS100        | IN NH/10 km                                                          |
| 4 dicembre 2016  | Lillehammer             | Norvegia  | Lysgårdsbakken HS138        | IN LH/10 km                                                          |
| 18 dicembre 2016 | Ramsau am Dachstein     | Austria   | W90-Mattensprunganlage HS98 | IN NH/10 km                                                          |
| 7 gennaio 2017   | Lahti                   | Finlandia | Salpausselkä HS130          | IN LH/10 km                                                          |
| 13 gennaio 2017  | Val di Fiemme           | Italia    | Giuseppe Dal Ben HS134      | IN LH/10 km                                                          |
| 15 gennaio 2017  | Val di Fiemme           | Italia    | Giuseppe Dal Ben HS134      | IN LH/15 km                                                          |
| 29 gennaio 2017  | Seefeld in Tirol        | Austria   | Toni Seelos HS109           | IN NH/15 km                                                          |
| 15 marzo 2017    | Trondheim               | Norvegia  | Granåsen HS140              | IN LH/10 km                                                          |
| 18 marzo 2017    | Schonach im Schwarzwald | Germania  | Langenwaldschanze HS106     | IN NH/10 km                                                          |
| 19 marzo 2017    | Schonach im Schwarzwald | Germania  | Langenwaldschanze HS106     | IN NH/10 km                                                          |
| 16 dicembre 2017 | Ramsau am Dachstein     | Austria   | W90-Mattensprunganlage HS98 | IN NH/10 km                                                          |
| 13 gennaio 2018  | Val di Fiemme           | Italia    | Giuseppe Dal Ben HS135      | T LH/2x7,5 km (con Vinzenz Geiger)                                   |
| 13 marzo 2018    | Trondheim               | Norvegia  | Granåsen HS140              | IN LH/10 km                                                          |
| 25 novembre 2018 | Kuusamo                 | Finlandia | Rukatunturi HS142           | T LH/4x5 km (con Fabian Rießle, Johannes Rydzek e Vinzenz Geiger)    |
| 16 gennaio 2021  | Val di Fiemme           | Italia    | Giuseppe Dal Ben HS104      | T SP NH/2x7,5 km (con Fabian Rießle)                                 |

Legenda:

IN = individuale Gundersen

SP = sprint

MS = partenza in linea

PR = gara a handicap

T = gara a squadre

NH = trampolino normale

LH = trampolino lungo